# Hartmut Flöckner

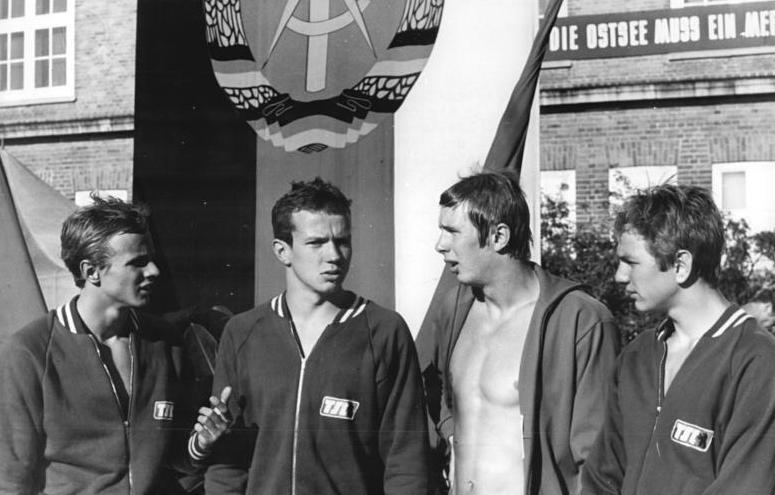
DDR-Meister in der 100-Meter-Freistilstaffel 1971 von links nach rechts: Wilfried Hartung, Hartmut Flöckner, Lothar Gericke und Werner Hinz.

Hartmut Flöckner (* 27. Juni 1953 in Berlin) ist ein ehemaliger Schwimmsportler aus der DDR.
Flöckner war 1971 und 1973 DDR-Meister über 200 Meter Schmetterling. Daneben gewann er mit den Staffeln des TSC Berlin mehrere DDR-Meistertitel, zusammen mit Wilfried Hartung war er 1975 an allen drei Meisterschaftserfolgen der TSC-Staffeln beteiligt.
Seine erste internationale Medaille gewann Flöckner 1970 bei den Europameisterschaften in Barcelona, als er hinter seinem Mannschaftskameraden Udo Poser und Folkert Meeuw aus der Bundesrepublik Deutschland die Bronzemedaille über 200 Meter Schmetterling gewann. Bei den Olympischen Spielen 1972 in München belegte Flöckner auf beiden Schmetterlingdistanzen den siebten Platz. Mit der Lagenstaffel in der Besetzung Roland Matthes, Klaus Katzur, Hartmut Flöckner und Lutz Unger gewann er die Silbermedaille hinter der US-Staffel, dabei stellte die DDR-Staffel in 3:52,12 einen neuen Europarekord auf. Auch bei den Schwimmweltmeisterschaften 1973 in Belgrad gewann die DDR-Lagenstaffel Silber hinter der US-Staffel, diesmal schwammen Roland Matthes, Jürgen Glas, Hartmut Flöckner und Roger Pyttel für die DDR. Die 4-mal-100-Meter-Freistilstaffel in der Besetzung Matthes, Pyttel, Peter Bruch und Flöckner gewann die Bronzemedaille und eine weitere Bronzemedaille erhielt Flöckner über 200 Meter Schmetterling hinter Robin Backhaus und Steven Gregg (beide USA). Ebenfalls Bronze erkämpfte Flöckner bei den Europameisterschaften 1974 in Wien über 200 Meter Schmetterling hinter dem Ungarn András Hargitay und dem Briten Brian Brinkley. Flöckner war auch bei den Schwimmweltmeisterschaften 1975 und den Olympischen Spielen 1976 am Start, erreichte dort aber nicht mehr das Finale.
Flöckner war Mechaniker und Diplom-Sportlehrer. Bis zur Wende war er als Sportlehrer in der Rehabilitation tätig, nach der Wende eröffnete Flöckner in Berlin ein Fahrradgeschäft.